# Ernst Lindemann (Agrarwissenschaftler)
Ernst Lindemann (* 28. November 1936 in Kegelsmühl, Landkreis Deutsch Krone, Westpreußen; † 23. Dezember 2021 in Karlsburg (Vorpommern)) war ein deutscher Agrarwissenschaftler. Er war Hochschullehrer für Tierhaltung an der Humboldt-Universität zu Berlin (HU Berlin).

## Leben und Wirken
Seine Schulausbildung schloss Lindemann 1955 mit dem Abitur in Templin ab. Es folgte von 1955 bis 1961 das Studium der Landwirtschaftswissenschaften an der Humboldt-Universität zu Berlin. In den Jahren 1961 bis 1963 leitete Lindemann die Besamungsbullenstation Wismar und anschließend die Abteilung Nachzuchtprüfung im Volkseigenen Betrieb (VEB) Besamung Stralsund. Ab 1964 war er wissenschaftlicher Assistent am Institut für Tierzucht der Universität Rostock (mit Promotion zum Dr. agr. 1967) und von 1967 bis 1971 wissenschaftlicher Oberassistent. 1970 erhielt er die facultas docendi für „Rinderzucht und -haltung“ an der Universität Rostock.
Von 1971 bis 1977 war er erster Direktor des nach dem Zusammenschluss der Tierzuchtinspektion Rostock und des VEB Besamung Stralsund neu gebildeten VEB Tierzucht Rostock. Anschließend arbeitete er von 1977 bis 1979 als Hochschuldozent an der Sektion Tierproduktion der Universität Rostock. 1979 wurde er als Ordentlicher Professor für Technologie der Tierproduktion an die Sektion Tierproduktion und Veterinärmedizin der Humboldt-Universität (HU) zu Berlin berufen. Dieses Gebiet vertrat er auch von 1990 bis 1993 an der neu gebildeten Fakultät für Landwirtschaft und Gartenbau.
In den Jahren von 1994 bis 2002 war er Dekan der Landwirtschaftlich-gärtnerischen Fakultät der HU Berlin, anschließend wurde er emeritiert.
Lindemann starb am 23. Dezember 2021 im Alter von 85 Jahren.

## Ämter
- 1984–1990: Direktor der Sektion Tierproduktion und Veterinärmedizin der HU Berlin
- 1987–1991: korrespondierendes Mitglied der Akademie der Landwirtschaftswissenschaften der DDR
- 1990–1993: Dekan der Fakultät für Landwirtschaft und Gartenbau der HU Berlin
- 1993–1994: geschäftsführender Direktor des Instituts für Angewandte Nutztierwissenschaften der HU Berlin
- 1993–1994: Prodekan des Fachbereichs Agrar- und Gartenbauwissenschaften der HU Berlin

## Ehrungen und Auszeichnungen
- 1996: Ehrenpromotion zum Dr. h. c. durch die Timirjasew-Akademie Moskau
- 1998: Ehrenpromotion zum Dr. h. c. durch die Nationale Agraruniversität Kiew
- 1998: Ehrenmitglied der Weltkonferenz der Agraruniversitäten (GCHERA)
- 2000: Ehrenpromotion zum Dr. h. c. durch die Staatliche Agraruniversität Nowosibirsk
- 2007: Hermann-von-Nathusius-Medaille in Gold der Deutschen Gesellschaft für Züchtungskunde[4]

## Veröffentlichungen (Auswahl)
- Genealogisches System und Linienzucht in ihrer Wirkung auf Inzucht- und Verwandtschaftsverhältnisse bei Reproduktion und Einsatz der Besamungsbullen im Bezirk Rostock. Dissertation an der landw. Fak. der Universität Rostock, 1967.
- Phänotypische und genetische Leistungsparameter der Milchrindpopulation der DDR im Verlauf der Umzüchtung. Habilitationsschrift an der Sektion Tierproduktion der Universität Rostock, 1978.